# Die Nackte und der Kardinal
Die Nackte und der Kardinal (Original: Beatrice Cenci) ist ein italienischer Spielfilm aus dem Jahr 1969 unter der Regie von Lucio Fulci. Dem Film über einen italienischen Adligen, der von seinen verhassten Anverwandten ermordet wird, liegt die historische Person der Beatrice Cenci zugrunde. Die Inszenierung geriet wegen der drastischen Folterszenen in die Kritik.

## Handlung
Im späten 16. Jahrhundert in Italien: Francesco Cenci, das Oberhaupt einer der vermögendsten Familien des Landes, ist ein tyrannischer Vater und Despot. Der krankhaft geizige Adlige schreckt vor keiner Gemeinheit zurück und umgibt sich am liebsten mit kriminellen Gefolgsleuten. Für die eigene Familie empfindet der in zweiter Ehe verheiratete Edelmann hingegen nur Verachtung und Hass. Eines Tages vergreift er sich an einem Schutzbefohlenen des Adelsgeschlechts von Colonna, welches dem Papst nahesteht. Daraufhin fällt Cenci in Ungnade. Er flüchtet vor den Häschern Clemens VIII. in die Provinz, wo ihn Kardinal Lanciani aufsucht.
Die Kirche, die gegen das Scheusal einen Prozess anstrengt, beschlagnahmt in einer „strengen Erziehungsmaßnahme“ einen Großteil der Cenci-Besitztümer, die an einen Papstneffen fallen sollen; gleichzeitig wird er für einen Sommer aus Rom verbannt. Überdies erfährt der Verurteilte, dass seine attraktive Tochter Beatrice der heimischen Unterdrückung entfliehen will, um als Nonne in einem Kloster den ersehnten Frieden zu finden. Der erboste Graf verkommt immer mehr zum zügellosen Wüstling und sperrt Beatrice ins Verlies. Im Alkoholrausch misshandelt er diese dann, um sie als „Sünderin“ der Kirche zu überstellen.
In der gedemütigten Beatrice reift der Entschluss, den verhassten Vater und Peiniger zu töten. Gemeinsam mit ihrem heimlichen Geliebten Olimpio, ihren zwei Brüdern Giacomo und Bernardo, der Stiefmutter und einem angeheuerten Meuchelmörder organisiert sie schließlich die Tötung. Der „Katalane“ ermordet im Beisein der Anderen das schlafende Opfer. Im Anschluss lassen die Täter den Mord wie einen Sturz aussehen. Die Behörden schöpfen allerdings Verdacht und entsenden einen Polizeipräfekten. Dieser stellt zunächst den Meuchelmörder, der sich allerdings der Gerichtsbarkeit entzieht und auf der Flucht getötet wird. Alle Familienangehörigen und Olimpio werden dennoch verhaftet. Der Vatikan versucht mit dieser Methode das Adelsgeschlecht auszulöschen, um sich am Vermögen der Cencis zu bereichern.
Unter dem Druck der Folter erpressen die Behörden aus Olimpio zunächst ein umfassendes Geständnis, wenngleich er es später im Angesicht Beatrices widerruft. Im Sterben versucht er seine Geliebte vergebens zu entlasten. In der Folge werden die übrigen Verdächtigen angeklagt und gefoltert. Keiner der Beteiligten kann dem Druck der brutalen Verhörmethoden standhalten und letztlich gestehen alle die Tat. Lediglich Beatrice schweigt beharrlich. Am Ende werden Beatrice, Lucrezia und Giacomo öffentlich hingerichtet, während der noch jugendliche Bernardo zu einer lebenslangen Galeerenstrafe verurteilt wird.

## Kritiken
Das Lexikon des internationalen Films schrieb, das Werk sei ein „serieller Kostüm- und Ausstattungsfilm, der seine vielen Folterszenen genüsslich“ zelebriere.